# Rhytiphora dallasii
Rhytiphora dallasii är en skalbaggsart som beskrevs av Francis Polkinghorne Pascoe 1869. Rhytiphora dallasii ingår i släktet Rhytiphora och familjen långhorningar. Inga underarter finns listade i Catalogue of Life.